# Jacques Jouineau
Jacques Jouineau est un chef de chœur français né le 15 septembre 1924 à La Rochelle et mort le 15 mai 2021 à La Ferté-Bernard.

## Biographie
Jacques Jouineau naît le 15 septembre 1924 à La Rochelle,.
Il étudie au Conservatoire national supérieur de musique de Paris ainsi qu'à l'École normale de musique de Paris, où il est élève de Daniel-Lesur en écriture et de Jean Fournet en direction.
En 1953, il est lauréat du Concours international de jeunes chefs d'orchestre de Besançon, et sa carrière s'oriente depuis lors vers la direction chorale.
Entre 1953 et 1977, Jacques Jouineau dirige la Maîtrise de Radio France, formation avec laquelle il se produit en concert et réalise des tournées en Europe et au Moyen-Orient.
De 1977 à 1986, il reste directeur des études musicales de la Maîtrise mais prend également en charge l'ensemble des formations chorales de Radio France. Il dirige ainsi le Chœur de Radio France.
Jacques Jouineau meurt le 15 mai 2021 à La Ferté-Bernard (Sarthe).